# Pavia di Udine
Pavia di Udine (Pavie en friulano) es un municipio (Comune) de 5.450 habitantes de la provincia de Údine. La sede comunal se encuentra en la Fracción (Frazione) de Lauzacco (Lauçà).
De orígenes romanos, vio pasar a todos los pueblos que atravesaron estas regiones; los primeros datos de la capital y de la fracción de Percoto (Percût) se remontan al 1135
Hoy el municipio gracias a su posición, en las inmediaciones de Údine, está sufriendo un continuo desarrollo industrial y urbano, que lo hacen un municipio vivaz desde el punto de vista cultural.

## Evolución demográfica
| Gráfica de evolución demográfica de Pavia di Udine entre 1861 y 2001 |
|                                                                      |
| Fuente ISTAT - elaboración gráfica de Wikipedia                      |

## Lugares de interés
- Villa Lovaria en Pavia di Udine
- Villa Keckler en Ronchi
- Casa medieval Colombare en Percoto
- Iglesia parroquial de San Ulderico en Pavia di Udine

- Datos: Q53307
- Multimedia: Pavia di Udine / Q53307

1. ↑  Worldpostalcodes.org, código postal n.º 33050.
2. ↑  «Codici Catastali». Comuni-italiani.it (en italiano). Consultado el 29 de abril de 2017.